# در عشق زنده باید
در عشق زنده باید یک آلبوم موسیقی سنتی ایرانی با صدای وحید تاج و آهنگسازی مجید مولانیا است. تاج و مولانیا برای این آلبوم در بخش بهترین خوانندگی و بهترین آهنگسازیِ جشنواره موسیقی فجر مورد تقدیر قرار گرفتند.